# Real Republicans FC (Ghana)
Der Real Republicans Football Club war ein ghanaischer Fußballklub aus der Landeshauptstadt Accra. Er war zusammen mit Hearts of Oak einer der erfolgreichsten Klubs seiner Zeit.

## Geschichte
Kwame Nkrumah hatte die Ambition, Afrika zu einen, und sah im Fußball ein geeignetes Mittel dafür. Am 1. Juli 1960 ernannte er Ohene Djan zum Director of Sports, der daraufhin mit der Gründung eines neuen Klubs beauftragt wurde. Dieser wurde zu jener Zeit auch als Osagyefo’s Own Club bezeichnet. Zur Aufstellung der Mannschaft wurden jeweils die beiden besten Spieler aus den bestehenden lokalen Vereinen ausgewählt. Hervorzuheben sind dabei Baba Yara und Dogo Moro von Asante Kotoko sowie Addo Odametey und Doddo Ankrah von Hearts of Oak. Zum Kapitän wurde Edward Aggrey-Fynn ernannt, der später auch die Nationalmannschaft als Kapitän anführte.
Die Mannschaft nahm ab der Saison 1961/62 am Spielbetrieb der ersten Liga teil. Ihre genaue Platzierung in dieser Spielzeit ist jedoch aufgrund widersprüchlicher Quellen nicht abschließend geklärt. In der darauffolgenden Saison 1962/63 gewann das Team die Meisterschaft – der einzige Meistertitel der Vereinsgeschichte. Im nationalen Pokal war die Mannschaft besonders erfolgreich und gewann diesen viermal in Folge. Damit verlor sie kein einziges Pokalspiel, solange sie am Wettbewerb teilnahm. Auch im African Cup of Champions Clubs konnte der Verein Erfolge verzeichnen. In der Austragung 1964/65 erreichte er das Halbfinale, unterlag dort jedoch mit 1:2 dem späteren Turniersieger Oryx Douala aus Kamerun.
Bereits im Jahr 1966 wurde der Verein wieder aufgelöst. Zur Zeit seines Bestehens galt der Klub als Modellprojekt, wie ein moderner Fußballverein funktionieren könnte – besonders vor dem Hintergrund der damaligen chaotischen Zustände in der Liga, in der sechs von acht Mannschaften zwischenzeitlich den Spielbetrieb boykottierten.

### Besondere Spiele
Am 19. August 1962 trat die Mannschaft im Accra Sports Stadium in einem Freundschaftsspiel gegen Real Madrid an. Das Spiel endete mit einem 1:1-Unentschieden. Die Einladung der spanischen Mannschaft war durch Ohene Djan im Auftrag des damaligen Präsidenten Kwame Nkrumah erfolgt.

### Unfall
Am 4. März 1963 war das Team bei Kpeve in einen Verkehrsunfall verwickelt. Zu diesem Zeitpunkt befand sich die Mannschaft auf dem Rückweg nach Accra, nachdem sie ein Auswärtsspiel gegen die Volta Heroes in Kpandu bestritten hatte. Der damals 26-jährige Baba Yara, der zu den besten Fußballspielern Ghanas gezählt wurde, erlitt dabei schwere Verletzungen, die das vorzeitige Ende seiner Karriere zur Folge hatten.

### Auflösung
Nach dem Sturz von Kwame Nkrumah im Jahr 1966 wurde auch der Verein aufgelöst. Mit der Auflösung der Real Republicans begann zugleich eine Phase des Niedergangs für den ghanaischen Fußball insgesamt.